# Bobroszczurzyk papuaski
Bobroszczurzyk papuaski (Parahydromys asper) – gatunek ssaka z podrodziny myszy (Murinae) w obrębie rodziny myszowatych (Muridae), występujący endemicznie na Nowej Gwinei.

## Taksonomia
Gatunek po raz pierwszy zgodnie z zasadami nazewnictwa binominalnego opisał w 1906 roku brytyjski zoolog Oldfield Thomas nadając mu nazwę Limnomys asper. Holotyp pochodził z Mount Gayata, na wysokości 2000-4000 ft (610–1219 m), w Richardson Range, w Prowincji Centralnej, w Papui-Nowej Gwinei. Jedyny przedstawiciel rodzaju bobroszczurzyk który opisał w 1906 roku austriacki przyrodnik Franz Poche. 
Parahydromys tworzy klad z Hydromys, Leptomys, Xeromys i Pseudohydromys, będąc taksonem siostrzanym Hydromys. Autorzy Illustrated Checklist of the Mammals of the World uznają ten gatunek za monotypowy.

### Etymologia
- Limnomys: gr. λιμνη limnē „bagno”[10]; μυς mus, μυος muos „mysz”[11]. Młodszy homonim Limnomys Mearns, 1905 (Muridae).
- Parahydromys: gr. παρα para „blisko, obok”[12]; rodzaj Hydromys É. Geoffroy Saint-Hilaire, 1804 (bobroszczur). Nowa nazwa dla Limnomys O. Thomas, 1906.
- Drosomys: gr. δροσος drosos „rosa”[13]; μυς mus, μυος muos „mysz”[11]. Nowa nazwa dla Limnomys O. Thomas, 1906.
- asper: łac. asper „szorstki”[14].

## Zasięg występowania
Bobroszczurzyk papuaski występuje w północnych i środkowych góry Nowej Gwinei i na półwyspach Ptasia Głowa i Huon.

## Morfologia
Długość ciała (bez ogona) 210– mm, długość ogona 234–275 mm, długość ucha 10,5–15 mm, długość tylnej stopy 48,8–55 mm; masa ciała 490–590 g. 

## Tryb życia
Żyje w wyżynnej środkowej części wyspy, na wysokościach od 500 do 2200 m n.p.m., niepotwierdzone doniesienia sugerują jego obecność także na mniejszych wysokościach. Okazy były chwytane na brzegach strumieni, w lasach i w wiejskich ogródkach. Jest nieczęsto spotykany w obszarach przekształconych ludzką działalnością.
Gryzonie te żyją w pobliżu słodkiej wody, ale w odróżnieniu od bobroszczurów (Hydromys) nie są ziemnowodne. Kopią nory na brzegach strumieni i pod skałami. Samice rodzą w miocie dwa młode.

## Populacja
Bobroszczurzyk papuaski jest spotykany na dużym obszarze. Chociaż nie wiadomo, jaki jest trend zmian jego liczebności, nie są znane znaczące zagrożenia dla tego gatunku. Prawdopodobnie występuje w obszarach chronionych (część obszaru jego występowania obejmuje Park Narodowy Lorentz). Bobroszczurzyk papuaski jest przez Międzynarodową Unię Ochrony Przyrody uznawany za gatunek najmniejszej troski.